# Animation flash
 (avril 2021).
Si vous disposez d'ouvrages ou d'articles de référence ou si vous connaissez des sites web de qualité traitant du thème abordé ici, merci de compléter l'article en donnant les références utiles à sa vérifiabilité et en les liant à la section « Notes et références ».

Animation par Lorhamix

Une animation flash est une animation réalisée à l'aide du logiciel Adobe Flash ou à partir d'un script ActionScript compilé grâce à différents compilateurs (MTASC, Adobe Flex). L'animation peut être interactive et est lue à partir du navigateur grâce au plugin flash player.

## Principe de fonctionnement
Les animations flash sont, la plupart du temps, des animations vectorielles, c'est-à-dire des animations composées non pas d'images bitmaps mais d'images vectorielles (images constituées de formes géométriques telles que des cercles, courbes de Bézier, polygones…). L'utilisation d'images vectorielles au lieu d'images bitmaps permet d'avoir une qualité d'image bien meilleure, elles sont par ailleurs plus légères.
Les animations flash sont créées grâce à des logiciels comme Adobe Flash, ou encore avec un langage de programmation, comme Actionscript. Néanmoins l'utilisation de ce dernier nécessite la compilation des fichiers obtenus avec un compilateur, comme MTASC ou Adoble Flex.
Les animations flash peuvent ensuite être exportées dans différents formats comme en ShockWave Flash (.swf) ou en Flash Video (.flv). À noter que l'exportation en format FLV crée une vidéo alors qu'en SWF il s'agit toujours d'images vectorielles. Le format SWF est donc plus léger que le format FLV.

## Histoire
Les animations flash ont connu un pic de popularité dans les années 2000, notamment dans le cadre d'animations humoristiques, relayées sur certains imageboards tels que 4chan.
La technologie flash étant considérée comme lourde et obsolète, de moins en moins de systèmes supportent Flash Player, et les animations flash tendent à disparaître aujourd'hui.

## Utilisations
Les animations flash sont utilisées par des amateurs, des passionnés, pour publier des animations sur Internet.
Elles sont cependant aussi utilisées par les professionnels comme dans le cadre de la production de courts-métrages, de films, de séries télévisées d'animation. On peut prendre pour exemple les séries télévisées d'animation Wakfu (2008) et Dofus aux trésors de Kérubim (2013), toutes deux produites par Ankama Animations.